# San Martino della Battaglia
San Martino della Battaglia est une frazione de la municipalité de Desenzano del Garda dans la province de Brescia (région Lombardie). Jusqu'en 1926, elle appartenait à la municipalité de Rivoltella del Garda.
Elle prend son nom la bataille de San Martino (24 juin 1859)  au cours de laquelle les forces du royaume de Sardaigne, dirigées par Victor-Emmanuel II, allié avec  Napoléon III, a battu les Autrichiens, dirigés par l'empereur François-Joseph.